# Phygadeuon variabilis
Phygadeuon variabilis är en stekelart som beskrevs av Johann Ludwig Christian Gravenhorst 1829. Phygadeuon variabilis ingår i släktet Phygadeuon och familjen brokparasitsteklar. Arten är reproducerande i Sverige.

## Underarter
Arten delas in i följande underarter:
- P. v. alpinus
- P. v. rufipes
- P. v. corsicator